# Nitocrella caraioni
Nitocrella caraioni är en kräftdjursart som beskrevs av Petkovski 1976. Nitocrella caraioni ingår i släktet Nitocrella och familjen Ameiridae. Inga underarter finns listade i Catalogue of Life.